# Stanislaus Papczyński

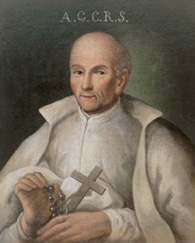
Stanislaus Papczyński

Stanislaus Papczyński (Stanisław Papczyński, * 18. Mai 1631 als Jan Papczyński in Podegrodzie; † 17. September 1701 in Góra Kalwaria) war ein polnischer römisch-katholischer Priester und Gründer der Ordensgemeinschaft der Regularkleriker Mariens von der Unbefleckten Empfängnis (Marianer, MIC). Stanislaus Papczyński wurde am 16. September 2007 selig- und am 5. Juni 2016 von Papst Franziskus heiliggesprochen. Sein Gedenktag ist der 17. September.

## Leben
Jan Papczyński trat nach dem Schulabschluss im Jahr 1654 dem Piaristenorden bei und nahm den Ordensnamen Stanislaus von Jesus und Maria an. Er legte am 22. Juli 1656 als erster Pole im Piaristenorden die Profess ab und empfing am 12. März 1661 die Priesterweihe. Er war als gefragter Prediger und Beichtvater in Warschau tätig, unter anderem als Beichtvater des Apostolischen Nuntius und späteren Papstes Innozenz XII. (Antonio Pignatelli).
Nach Auseinandersetzungen mit seinen Ordensoberen über die von ihm geforderte strenge Befolgung der Ordensregel verließ er im Dezember 1670 den Piaristenorden. Mit Unterstützung des Bischofs von Posen, Stefan Wierzbowski, gründete er die Gemeinschaft der Marianer. Im September 1671 legte er zu Ehren der Unbefleckten Empfängnis das weiße Ordensgewand an. Unter dem Titel Norma vitae verfasste er eine Ordensregel und schloss sich im September 1673 einer Eremitengemeinschaft bei Skierniewice an. Einen Monat später wurde die Regel der Gemeinschaft unter Papczyńskis Leitung erstmals bestätigt. Am 21. April 1679 errichtete Bischof Wierzbowski die neue Gemeinschaft kanonisch als Kongregation diözesanen Rechts. Versuche der päpstlichen Anerkennung führten 1699 zunächst zur Affiliation der Gemeinschaft an den Franziskanerorden.
Am 6. Juni 1701 legte er die Ordensgelübde vor dem Apostolischen Nuntius in Polen, Erzbischof Francesco Pignatelli, ab und nahm anschließend selbst die Gelübde seiner ersten Mitbrüder entgegen.

## Selig- und Heiligsprechung
Das Seligsprechungsverfahren wurde 1767 eingeleitet, aber bereits 1775 unterbrochen. Nach der Wiederaufnahme im Jahr 1953 sprach ihm Papst Johannes Paul II. am 17. März 1992 den Heroischen Tugendgrad zu. Die Seligsprechung nahm Kardinalstaatssekretär Tarcisio Bertone im Auftrag Papst Benedikt XVI. am 16. September 2007 in der Basilika der Muttergottes von Licheń vor.
Am 5. Juni 2016 sprach Papst Franziskus Stanislaus Papczyński auf dem Petersplatz in Rom heilig.